# Baldo Santi
Ubaldo Santi Lucherini (Barga, Italia, 19 de mayo de 1921 - Santiago, Chile, 4 de enero de 2013) fue un sacerdote de la orden de los Clérigos Regulares de la Madre de Dios, fundada por san Juan Leonardi, patrono de los farmacéuticos. El padre Santi sirvió en Caritas Chile y fundó la Clínica Familia.

## Biografía
El padre Santi fue hijo de Elvira Lucherini y de Amedeo Santi. Ingresó al seminario menor de la orden de la Madre de Dios en el Santuario de la Estrella de Migliano y fue ordenado sacerdote en Roma el 20 de abril de 1946. Ese mismo año, el padre Santi llegó a Chile.
Fue destinado a Rancagua, donde estuvo un año. De regreso a Santiago. Sirvió como vicario junto al Padre Mario Feroci. Juntos fueron grandes amigos del Padre Alberto Hurtado Cruchaga, quién siempre iba a ver a la Parroquia Nuestra Señora de la Guadalupe: "Vengo a ver a mis amigos. Los curitas Italianos".
En 1956, ingresó a Caritas Chile, donde trabajó 47 años. En 1989, trabajó en la Clínica Familia, una fundación para prevenir y cuidar enfermos de VIH y responder a las necesidades de las personas pobres afectadas por esa enfermedad. Por este hecho, recibió amenazas de sus propios feligreses: «También me ofendían y empujaban. Eran otros tiempos cuando existía mucho desconocimiento y temor respecto a la enfermedad».
En 1994, bajo el gobierno de Eduardo Frei Ruiz-Tagle, se le brindó la nacionalidad chilena por gracia.
Falleció el 4 de enero de 2013 a los 91 años de edad.
Eduardo Bastías Guzmán escribió un libro en relación con el Sida donde el Padre Santi se incluía como personaje, titulado Donde vuelan los cóndores y el cual llama a los jóvenes a tomar conciencia e informar sobre esta terrible enfermedad.

## Legado
El ex vicario Alfonso Baeza recordó que: "el padre Baldo nos deja un legado de misericordia, fue un hombre muy ejecutivo y al servicio de los más pobres", y agregó que era "una persona que también tenía su carácter, era un convencido y muy perseverante en sus labores".